# Mallota
Mallota là một chi ruồi trong họ Syrphidae.